# Psychophysischer Parallelismus
Als psychophysischer Parallelismus wird eine philosophische Position zum sogenannten Leib-Seele-Problem bezeichnet. Ihr zufolge besteht eine Ereignisparallelität zwischen einem psychischen und einem physischen Phänomenbereich. Mit dieser Annahme sollen Probleme behoben werden, die sich aus der influxionistischen Lösung des Leib-Seele-Problems ergeben. Die parallelistischen Theorien unterscheiden sich teilweise hinsichtlich des Verständnisses, wie die Verschiedenheit der Phänomenbereiche aufzufassen ist und wie ihre Parallelität gewährleistet wird. Eingebürgert hat sich gegen Ende des 19. Jahrhunderts ein Begriff, nach dem die Phänomenbereiche sich nicht substantiell, sondern perspektivisch unterscheiden.

## Geschichte der Theorie

### Im 17. und 18. Jahrhundert

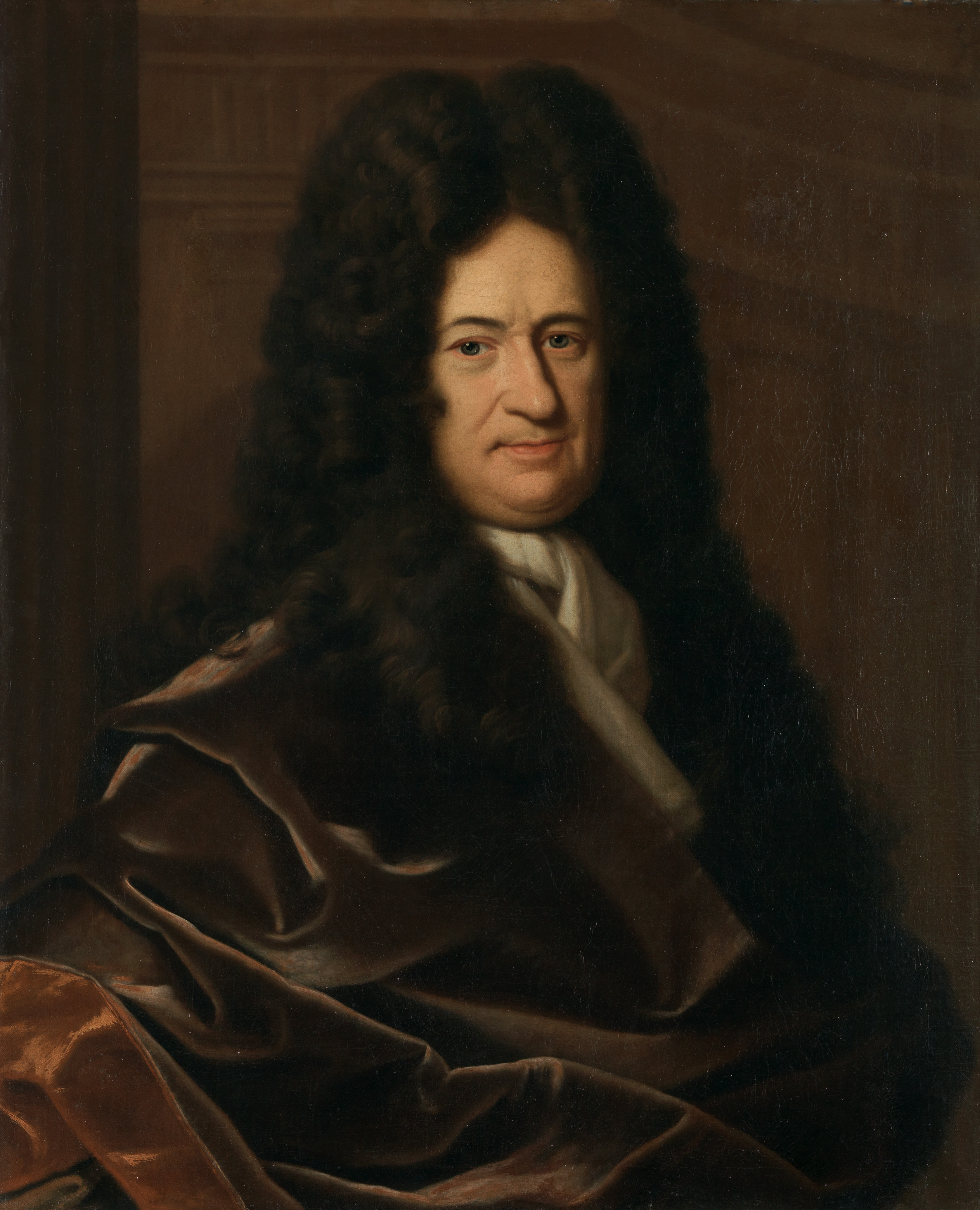
Gottfried Wilhelm Leibniz,
Porträt von Christoph Bernhard Francke, um 1700; Herzog Anton Ulrich-Museum, Braunschweig

Im Kontext des Leib-Seele-Problems ist die Verwendung des Begriffs „Parallelismus“ zum ersten Mal bei dem neuzeitlichen Philosophen Gottfried Wilhelm Leibniz nachweisbar. In seinem Hauptwerk, den Essais de Théodicée, spricht er an zwei Stellen von einem Parallelismus, der zwischen einem Reich der Gnade und einem Reich der Natur („parallélisme harmonique des Regnes de la Nature et de la Grace“) bzw. zwischen einem Reich der Zwecke (Finalursachen) und einem Reich der Wirkungen (Effektursachen) bestehe („parallélisme des deux regnes, de celui des causes finales et de celui des causes efficientes“). Mit dem Reich der Gnade bzw. der Zwecke ist der psychische, mit dem Reich der Natur bzw. der Wirkungen der physische Phänomenbereich bezeichnet. Aus diesen Formulierungen geht bereits hervor, dass Leibniz’ Parallelismus-These universal zu verstehen ist und den Spezialfall eines „Parallelismus’ zwischen Seele und Körper“ („parallélisme de l’ame et du corps“) lediglich impliziert. Gleichwohl hat sich ein Begriff eingebürgert, der hauptsächlich diesen Spezialfall fokussiert, da Leibniz mit ihm einer entscheidenden Schwierigkeit der influxionistischen Lösung des Leib-Seele-Problems begegnet, wie sie von René Descartes vorgeschlagen worden ist. Dieser erkannte zwar an, dass stets dieselbe Quantität der Bewegung bzw. Kraft erhalten bleibt, nicht aber dieselbe Bewegungsrichtung. Aus diesem Fehler folgt, dass mit der cartesischen Annahme einer bloßen Richtungsänderung der Bewegung eines Körpers über die Zirbeldrüse die Annahme eines sogenannten physikalischen Einflusses (influxus physicus) einhergeht. Ein physikalisch wirksamer Einfluss in den Bereich physischer Phänomene von einer Kraftquelle außerhalb dieses Bereichs widerspricht jedoch dem Energieerhaltungssatz. Die Annahme einer psychophysischen Parallelität behebt diesen Widerspruch dadurch, dass jedes physische Phänomen seine Entsprechung im psychischen Bereich und jedes psychische Phänomen seine Entsprechung im physischen Bereich findet. Dadurch würde es bloß so scheinen, als ob ein psychisches Ereignis ein physisches und ein physisches Ereignis ein psychisches verursachen könne, während dieser Schein seinen realen Grund in einer Parallelität der Ereignisse habe. Gewährleistet sei diese Parallelität durch die vollkommene Schöpfung Gottes, der beide Phänomenbereiche im Vorhinein so vollendet eingerichtet habe, dass sie stets übereinstimmen (hypothèse des accords).
Leibniz spricht allerdings selbst eher selten von einer „Parallelität“. Stattdessen bevorzugt er den Begriff der „Harmonie“. So ist in seiner berühmten Monadologie von einer Parallelität überhaupt nicht mehr die Rede. Stattdessen heißt es:

„Die Seelen agieren gemäß der Finalursachen […]. Die Körper agieren gemäß der Effektursachen […]. Die beiden Reiche, dasjenige der Effektursachen und dasjenige der Finalursachen, sind miteinander harmonisch.“

 Mit dem Begriff der Harmonie grenzt sich Leibniz von dem ebenfalls parallelistischen Lösungsvorschlag des später sogenannten Okkasionalismus’ (systema causarum occasionalium) ab und stellt ihm sein „System der präetablierten Harmonie“ gegenüber. Nach Leibniz versuche der Okkasionalismus die cartesische Psychologie durch die Annahme einer gelegentlichen (okkasionellen) Assistenz Gottes (concursus dei) zu retten. Diese Position laufe darauf hinaus, dass die Parallelität der Phänomenbereiche im Falle einer Abweichung voneinander quasi wie durch ein ständiges göttliches Wunder (deus ex machina) wieder hergestellt werde. Diese Annahme eines nachträglichen Eingriffs Gottes in das Weltgeschehen verstoße jedoch gegen die allseits anerkannte Vollkommenheit Gottes und seiner Schöpfung. Denn wenn Gott seine eigene Schöpfung korrigieren müsse, dann könne er nicht mehr als vollkommen gelten, da er seine eigene Schöpfung auch hätte besser machen können.
Allerdings steht der Okkasionalist Arnold Geulincx dem leibnizschen Parallelismus weitaus näher als dies Leibniz selbst sieht. Dessen berühmtes Uhrengleichnis, das Leibniz zur Veranschaulichung seiner eigenen Position wohl aus Unkenntnis ohne Quellenangabe mehrfach anführt, läuft gleichfalls darauf hinaus, dass Gott im Vorhinein die verschiedenen Phänomenbereiche parallelisiert habe. Leibniz war deswegen bereits früh mit dem Vorwurf des Plagiats und der Konstruktion eines Strohmann-Arguments konfrontiert. Im Unterschied zum Parallelismus geulincxscher Provenienz lehnt Leibniz jedoch die substantielle Unterscheidung der verschiedenen Phänomenbereiche strikt ab. Während der geulincxsche Parallelismus dem cartesischen Substanzdualismus verpflichtet bleibt, spricht sich Leibniz explizit gegen die cartesische Unterscheidung einer psychischen (res cogitans) und einer physischen Substanz (res extensa) aus und plädiert dafür, die psychischen und physischen Phänomene als verschiedene Perspektiven auf bloß einen Seinsbereich zu verstehen. Statt zweier Ereignisfolgen, die unabhängig voneinander, substantiell verschieden und parallel nebeneinander ablaufen würden, wie es Geulincx annimmt, geht der leibnizsche Parallelismus von zwei ineinander greifenden Reichen bzw. Perspektiven auf die Welt aus. Hierfür bemüht Leibniz die Metapher eines „imperium in imperio“, die bei ihm den Sinn hat, dass jeder Effektursache eine Finalursache entspricht. Damit gilt Leibniz neben Baruch de Spinoza als ein maßgeblicher Vorläufer moderner Identitätstheorien.
Im 18. Jahrhundert wurde Leibniz’ These der Parallelität des Psychischen und Physischen besonders im deutschsprachigen Raum durch Christian Wolff popularisiert und fand eine weite Verbreitung. Einflussreich wurde die „Leibniz’-Wolffsche-Lehre“ dann von Immanuel Kant einer Kritik unterzogen. Sie drückt sich bereits in seiner Bezeichnung „Prästabilism“ aus, die sich an Leibniz’ lateinische Bezeichnung „prästabilierte Harmonie“ anlehnt. Kant prägte damit sehr erfolgreich ein Verständnis, wonach Leibniz’ Parallelismus einem strengen Kausaldeterminismus unterliege, der der Willensfreiheit des Menschen entgegenstehe. Obwohl Leibniz sein System durchaus selbst als „deterministisch“ kennzeichnete, vertrat er zeitlebens vehement den Standpunkt, dass der Mensch trotz göttlicher Determination seine Freiheit deswegen keineswegs verliere. Seine hierfür getroffene Unterscheidung zwischen „Fatalismus“ als Theorie einer absoluten Notwendigkeit aller Weltereignisse und „Determinismus“ als Theorie einer bloß hypothetischen Notwendigkeit aller Weltereignisse ist ein zentrales Thema des von ihm sogenannten Theodizee-Problems. Das Leib-Seele-Problem und die These der Parallelität des Psychischen und Physischen wird von Leibniz daher auch lediglich als ein Teilproblem dieses umfassenderen Problems diskutiert. Die Einengung der präetablierten Harmonie auf eine erst gegen Ende des 19. Jahrhunderts sogenannte psychophysische Parallelität blendet daher aus, dass Leibniz’ Parallelismus eine weitaus umfassendere Absicht verfolgt, als bloß ein Lösungsvorschlag für das Leib-Seele-Problem zu sein.

### Im 19. und 20. Jahrhundert

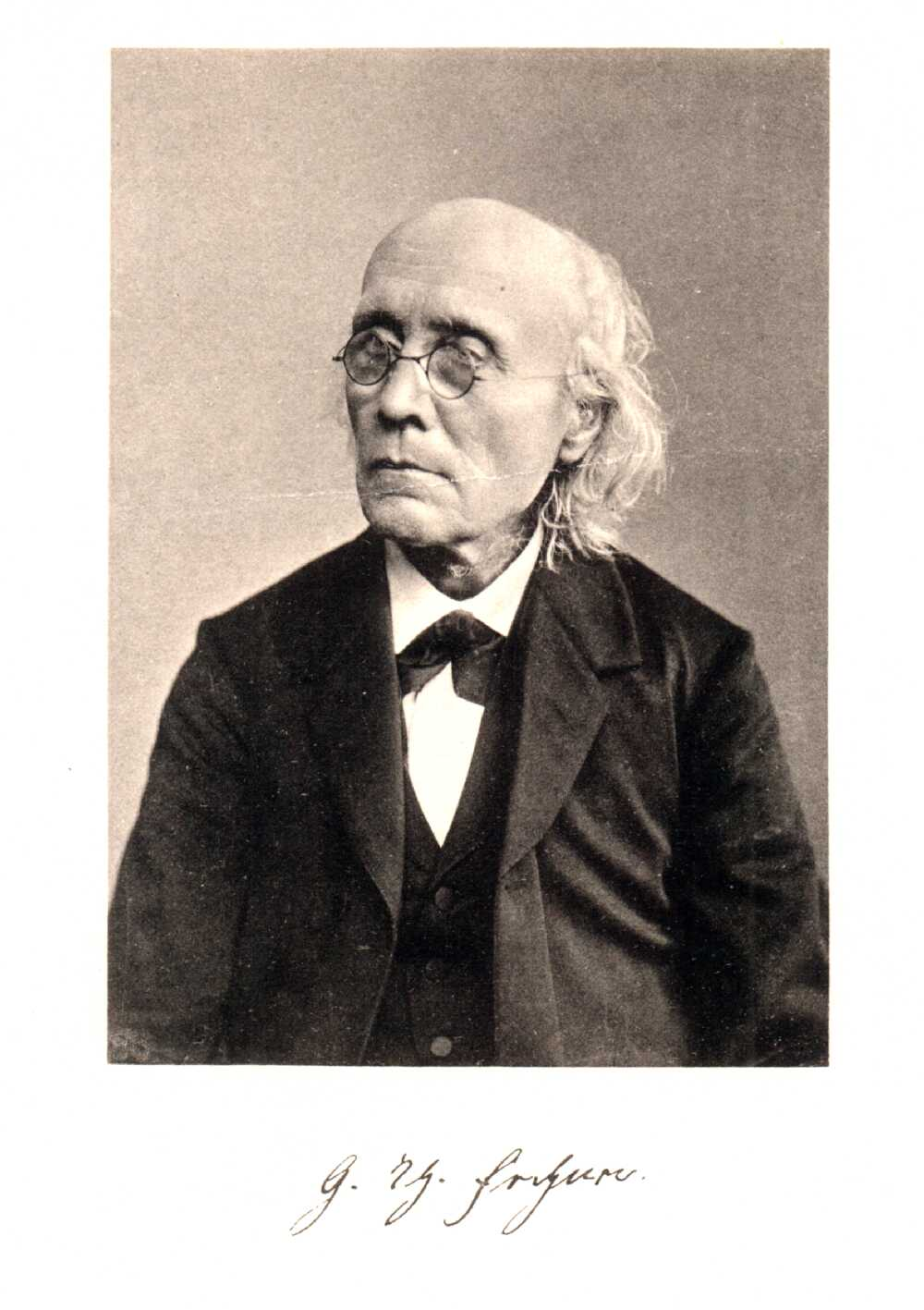
Gustav Theodor Fechner

Im 19. Jahrhundert erfuhr der psychophysische Parallelismus durch Gustav Theodor Fechners (1801–1887) eine Renaissance. Fechner entwickelte mit explizitem Bezug auf Leibniz’ Monadologie ebenfalls eine parallelistische Theorie zum Verhältnis des Psychischen und Physischen. Fechner greift zur Erläuterung das Uhrengleichnis von Leibniz bzw. Geulincx auf und präzisiert es dahingehend, dass überhaupt nicht von zwei Uhren die Rede sein könne, sondern nur von einer einzigen, die aus zwei verschiedenen Perspektiven betrachtet wird: aus der äußeren Perspektive auf die Uhr und aus der inneren in die Uhr hinein. Das Psychische ist also das aus der Perspektive der ersten Person Gegebene, während das Physische das aus der dritten Person Gegebene umfasst. Damit ergibt sich die Parallelität wie schon in Leibniz’ System der präetablierten Harmonie durch das korrelierte Auftreten von zwei verschiedenen Perspektiven auf ein und dasselbe Ereignis. Fechner folgt Leibniz außerdem in seiner Ansicht und versucht induktiv zu begründen, dass der Parallelismus nicht nur auf den Menschen und die Tiere, sondern auch auf das Universum als Ganzes anwendbar sei. Damit resultiert seine Theorie gleichfalls in einen Panpsychismus, der grundsätzlich jedes Weltereignis unter einer physikalischen und einer psychologischen Perspektive betrachtet. Manche Autoren, die dieser Konsequenz nicht folgten, sprachen deshalb mit Rekurs auf den Psychiater Christian Friedrich Nasse auch vom „psychophysiologischen Parallelismus“, um sich nicht dem Verdacht des Panpsychismus auszusetzen und von den philosophischen Debatten abzugrenzen.
Im Unterschied zu Leibniz, der den Körper als bloßes Phänomen auffasste und die Seele als die zugrundeliegende Substanz, will Fechner hingegen das Psychische als bloß phänomenale Eigenschaft der im menschlichen Körper organisierten Materie verstanden wissen, womit seine Position zum Panpsychismus zu rechnen ist. Fechners Theorie ist damit im Unterschied zur spiritualistischen Theorie Leibniz’ zudem ein materialistischer Lösungsansatz. Da nach Fechner das Psychische in gewisser Weise als identisch mit dem Physischen aufgefasst wird, bezeichnete Fechner selbst seine Theorie daher noch als „Identitätsansicht“. Erst gegen Ende des 19. Jahrhunderts kam dann in Anlehnung an Fechners Begriff der Psychophysik die Bezeichnung „psychophysischer Parallelismus“ auf. So unterschied der Philosoph Rudolf Eisler in einem kleinen Aufsatz von 1893 verschiedene parallelistische Ansätze unter diesem Titel, zu denen er explizit auch die Lehre Baruch de Spinozas zählte. Mit Rekurs auf Leibniz sprach auch der Psychologe Wilhelm Wundt in einer Streitschrift von 1894 vom „Princip des psycho-physischen Parallelismus“, von wo aus sich der Begriff im deutschsprachigen Raum sehr erfolgreich etablierte. Im angelsächsischen Raum vertrat im 19. Jahrhundert prominent der Logiker Alexander Bain und in Frankreich Hippolyte Taine den psychophysischen Parallelismus.
Fechners Lehre war unter Physiologen, Psychologen, Philosophen und Physikern des ausgehenden 19. und frühen 20. Jahrhunderts sehr weit verbreitet. Sie verband sich bei dem österreichischen Philosophen Alois Riehl mit der Seelenlehre, die Immanuel Kant im Paralogismen-Kapitel der transzendentalen Dialektik seiner Kritik der reinen Vernunft entwickelt hat. Mit dieser „Identitätstheorie“, wie Riehl sie nannte, beschäftigte sich auch noch der Physiker, Philosoph und Leiter des „Wiener Kreises“ Moritz Schlick, in seinem Werk Allgemeine Erkenntnislehre (1918) und diskutierte sie dort, wie auch den Parallelismus selbst.

## Gegenwart
Ende der 1950er Jahre wurde eine anfängliche Varietät der physikalistischen bzw. reduktionistischen „Identitätstheorie“ (englisch identity theory) von John Smart und Herbert Feigl (Moritz Schlicks zeitweiliger Assistent und Schüler, der 1930 in die USA emigrierte), entwickelt, worauf Ullin Place dann aufbaute. In der Gegenwart vertritt der amerikanische Philosoph Thomas Nagel ähnliche Positionen.
Der psychophysische Parallelismus lebt in der Sprechweise der Neurophysiologie vom neuronalen Korrelat fort, das von dieser Wissenschaft für geistige Leistungen im neuralen Substrat, meist durch bildgebende Verfahren, aufgesucht wird.